# Фторид олова(IV)
Фтори́д о́лова(IV) (тетрафтори́д о́лова, четырёхфто́ристое о́лово, тетрафторстанна́н) — неорганическое соединение, соль металла олово и фтористоводородной кислоты с формулой SnF4; может рассматриваться также как производное станнана (тетрафторстаннан). При нормальных условиях представляет собой бесцветные (белые) гигроскопичные кристаллы.

## Получение
- Пропускание фтора над металлическим оловом:

{\displaystyle {\mathsf {Sn+2F_{2}\ {\xrightarrow {100^{o}C}}\ SnF_{4}}}}
- Перегонка смеси тетрахлорида олова с плавиковой кислотой:

{\displaystyle {\mathsf {SnCl_{4}+4HF\ \xrightarrow {700^{o}C} \ SnF_{4}+4HCl}}}

## Физические свойства
Фторид олова(IV) образует бесцветные кристаллы тетрагональной сингонии, пространственная группа I 4/mmm, параметры ячейки a = 0,4048 нм, c = 0,793 нм, Z = 2.
Хорошо растворяется в воде с выделением большого количества тепла.
С аммиаком образует аддукты вида SnF4·nNH3, где n = 1 и 2.

## Химические свойства
- Водные растворы при длительном стоянии или кипячении частично гидролизуются:

{\displaystyle {\mathsf {SnF_{4}+6H_{2}O\ \rightleftarrows \ H_{2}[Sn(OH)_{6}]+4HF}}}
- С фторидами щелочных металлов образуют  гексафторостаннаты:

{\displaystyle {\mathsf {SnF_{4}+2NaF\ \rightleftarrows \ Na_{2}[SnF_{6}]}}}

## Применение
- Используется в некоторых зубных пастах.